# Jefe de la República de Mari El
El jefe de la República de Mari-El (en mari de las praderas: Mari El Respublikyn Vuylatyshyże; en mari de las colinas: Mary El Respublikan Vuylatyshy) es el jefe del ejecutivo del sujeto federal ruso de la República de Mari-El, un sujeto surgido en 1991 como heredero de la República Autónoma Socialista Soviética de Mari de la URSS. El jefe de la República es el titular del máximo órgano ejecutivo regional, encabezando por tanto el gobierno de la República de Mari-El.
Las atribuciones y obligaciones del cargo se determinan en el capítulo 4 de la Constitución de la República de Mari-El.

## Historia
El cargo de jefe de la República surgió al mismo tiempo que el nuevo sujeto federal de la Federación de Rusia tras la disolución de la Unión Soviética. Sin embargo, no fue hasta el 24 de junio de 1995, que la Asamblea Constituyente de la República de Mari-El adoptó la primea versión de la Constitución de la República, donde se oficializaba el cargo y se describían con precisión las obligaciones y derechos adscritos al mismo.
Durante todo ese tiempo, el primer jefe de la República fue Vladislav Zotin, quien ejerció el cargo hasta el 14 de enero de 1997. Sería sustituido por otro miembro del Partido Comunista de Rusia, Viacheslav Kislitsin, que ocuparía el puesto hasta el 17 de enero de 2001.
En 2001 llegaría al cargo Leonid Markélov, entonces del Partido Liberal-Demócrata que hubo de ir a segunda vuelta tras unos resultados en los que superó por un ligero margen a Kislitsin, que se presentaba para su reelección. Tras aquella victoria, sería reelegido en 2004 y ejercería el cargo sin elecciones hasta que solicitó dimitir del mismo el 14 de enero de 2015, siendo nombrado ad interim hasta los comicios.
En las elecciones de 2015, a las que se presentó con Rusia Unida, fue reelegido y continuó ejerciendo el cargo hasta renunciar nuevamente el 6 de abril de 2017.
El presidente ruso Vladímir Putin nombró a Alexander Yevstifeyev como jefe de la República ad interim hasta la celebración de nuevas elecciones. Se presentó como candidato independiente a las elecciones del 10 de septiembre de 2017 fue electo para el cargo que asumió formalmente el 21 de septiembre de 2017.
El 10 de mayo de 2022 Yevstifeyev anunció su renuncia al cargo, siendo aceptado el mismo día y nombrando como su sucesor a Yuri Zaitsev ad interim. Zaitsev se presentó como candidato de Rusia Unida a las elecciones del 11 de septiembre de 2022, siendo electo para el cargo.

## Jefes de la República
| N.º | Foto                                                 | Governador                        | Fechas                                           | Partido     | Partido                                | Elección |
| --- | ---------------------------------------------------- | --------------------------------- | ------------------------------------------------ | ----------- | -------------------------------------- | -------- |
| 1   |                                                      | Vladislav Zotin (1942-)           | 21 de diciembre de 1991 - 14 de enero de 1997    |             | Partido Comunista                      | 1991     |
| 2   |                                                      | Viacheslav Kislitsin (1948-)      | 14 de enero de 1997 - 17 de enero de 2001        | 1996-1997   | Partido Comunista                      |          |
| 3   |                                                      | Leonid Markélov (1963-)           | Electo 17 de enero de 2001 - 14 de enero de 2015 |             | Partido Liberal-Demócrata              | 2001     |
| 3   | Ad interim 14 de enero - 11 de septiembre de 2015    | Leonid Markélov (1963-)           |                                                  | Rusia Unida | 2015a                                  |          |
| 3   | Electo 11 de septiembre de 2015 - 6 de abril de 2017 | Leonid Markélov (1963-)           | 2015                                             | Rusia Unida |                                        |          |
| 4   |                                                      | Alexander Yevstifeyev (1958-2024) | Ad interim 6 de abril - 20 de septiembre de 2017 |             | Independiete (Apoyado por Rusia Unida) | 2017b    |
| 4   | Electo 21 de septiembre de 2017 - 10 de mayo de 2022 | Alexander Yevstifeyev (1958-2024) | 2017                                             |             | Independiete (Apoyado por Rusia Unida) |          |
| 5   |                                                      | Yuri Zaitsev (1970-)              | Ad interim 10 de mayo - 23 de septiembre de 2022 |             | Rusia Unida                            | 2022b    |
| 5   | Electo Desde el 23 de septiembre de 2022             | Yuri Zaitsev (1970-)              | 2022                                             |             | Rusia Unida                            |          |

a: Su renuncia no es aceptada y se le designa en el cargo por el presidente Vladímir Putin hasta las siguientes elecciones.

b: Designado por el presidente Vladímir Putin.